# Midlands Football League
La Midlands Football League è uno dei 6 campionati semiprofessionistici minori di calcio in Scozia, quello che copre le zone di Angus, Perth e Kinross, Dundee e Fife.

## La lega
La lega è stata fondata nel 2021 per promuovere il calcio semiprofessionistico nell'area centrale della Scozia.
La lega è un membro della Scottish Football Association ed è interconnessa con la sovrastante Highland Football League mediante un play-off fra il proprio campione, quello della North Caledonian Football League e quello della North Region Junior Football League, cui segue un'altra sfida con l'ultima classificata della HFL.
Il campionato è composto da 20 squadre che si sfidano in un girone di sola andata per poi essere suddivisi in due gruppi da 10 squadre ciascuno che si affronteranno un'altra volta per arrivare ad un totale di 28 giornate; la prima classificata del girone per il titolo parteciperà al play-off promozione. Non essendo prevista in Scozia una connessione col calcio dilettantistico, il campionato non ha retrocessioni.

## Partecipanti stagione 2024-2025
- Abroath Victoria
- Blairgowrie
- Brechin Victoria
- Broughty Athletic
- Carnoustie Panmure
- Coupar Angus
- Downfield
- Dundee North End
- Dundee St. James
- Dundee Violet
- East Craigie
- Forfar United
- Forfar West End
- Kirriemuir Thistle
- Letham
- Lochee Harp
- Lochee Utd
- Montrose Roselea
- Scone Thistle
- Tayport

## Albo d'oro
- 2021/2022 -  Carnoustie Panmure
- 2022/2023 -  Carnoustie Panmure
- 2023/2024 -  Dundee North End

In grassetto le squadre promosse al termine degli spareggi promozione.